# Ralph W. Moss

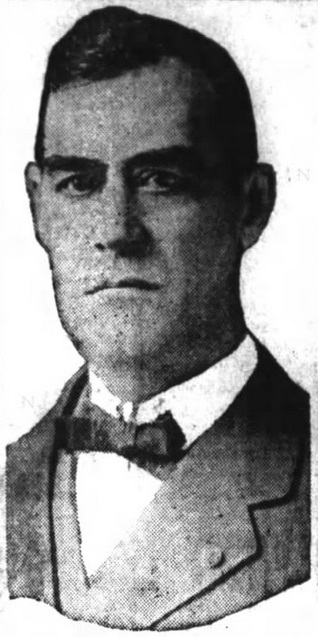
Ralph W. Moss

Ralph Wilbur Moss (* 21. April 1862 in Center Point, Clay County, Indiana; † 26. April 1919 bei Ashboro, Indiana) war ein US-amerikanischer Politiker. Zwischen 1909 und 1917 vertrat er den Bundesstaat Indiana im US-Repräsentantenhaus.

## Werdegang
Ralph Moss besuchte die öffentlichen Schulen seiner Heimat und studierte dann zwei Jahre lang an der Purdue University in West Lafayette. Danach unterrichtete er für einige Zeit selbst als Lehrer. Außerdem arbeitete er in der Landwirtschaft. Politisch war Moss Mitglied der Demokratischen Partei. Zwischen 1905 und 1909 gehörte er dem Senat von Indiana an.
Bei den Kongresswahlen des Jahres 1908 wurde Moss im fünften Wahlbezirk von Indiana in das US-Repräsentantenhaus in Washington, D.C. gewählt, wo er am 4. März 1909 die Nachfolge von Elias S. Holliday antrat. Nach drei Wiederwahlen konnte er bis zum 3. März 1917 vier Legislaturperioden im Kongress absolvieren. Im Jahr 1913 wurden der 16. und der 17. Verfassungszusatz ratifiziert. Von 1911 bis 1913 war Ralph Moss Vorsitzender des Ausschusses zur Kontrolle der Ausgaben des Landwirtschaftsministeriums.
1916 unterlag Moss dem Republikaner Everett Sanders. Zwei Jahre später strebte er erfolglos die Rückkehr in den Kongress an. Nach seinem Ausscheiden aus dem US-Repräsentantenhaus zog sich Moss auf seine Farm in der Nähe von Ashboro zurück, wo er am 26. April 1919 starb.